# Toby Gad
Pour les articles homonymes, voir Gad.
Tobias Gad, dit Toby Gad, né le 12 avril 1968 à Munich, est un réalisateur artistique, auteur-compositeur et chanteur germano-américain. Son plus grand succès à ce jour est Big Girls Don't Cry de Fergie, mais il travaille également avec des artistes tels que Beyoncé, Brandy, Natasha Bedingfield, Mandy Capristo, Shakira, Nick Carter, Donna Summer, Selena Gomez, ainsi que Demi Lovato (Skyscraper), John Legend (All of Me) et Armin van Buuren (Sunny Days). Résidant à Los Angeles, le magazine américain Billboard le désigne en août 2014 comme le troisième compositeur le plus rentable du pays après Ryan Tedder et Pharrell Williams.

## Biographie

### Enfance
Dès son plus jeune âge Gad est musicalement influencé par ses parents, puisque les deux sont actifs sur la scène musicale de Munich et, entre autres, membres du groupe The Jazz Kids. À 4 ans, Gad apprend le banjo et le piano. À 13 ans, il connaît son premier succès à Munich avec son frère Jens en se produisant dans les bars de la ville. En 1986, Frank Farian, un ami, alors à la recherche de nouveaux talents, s'associe avec les deux frères, association qui durera sept ans. Farian produit le premier album de Gad et son frère, intitulé Q.

### Percée commerciale
En 1990, Toby Gad rencontre le chanteur mauricien Jacqueline Némorin, aussi connu sous le pseudonyme de Jackie Carter. En collaboration avec Frank Farian il l'a produit le premier album publié sous son vrai nom The Creole Dance chez BMG. En 1994, Toby produit avec Klaus Frers leur deuxième album pour EMI Europe.

### S'installer à New York
En décembre 2000, il déménage à New York. Avant ce départ, il avait eu un premier succès moyen avec le single Unspoken, écrit Toby avec Madeline Stone et O. Hatch pour l'artiste Jaci Velasquez.

### Succès en Amérique
Toby a été impliqué, entre autres, sur la chanson Drop It on Me pour l'album de 2005 Life par Ricky Martin.
Au cours du troisième trimestre de 2014, il a été inscrit par le magazine de musique Billboard amerikerikanischen au numéro trois producteurs de musique, après de nombreux succès tels. Comme avec Fergie Big Girls Don't Cry, Demi Lovato Skyscraper, Beyoncé If I Were a Boy ou avec John Legend All of Me.

## Discographie
- 1988 - Milli Vanilli – Album All or Nothing
  - Can’t You Feel My Love?
  - Boy in the Tree
  - Is It Love?
- 2005 - Ricky Martin – Album Life
  - Drop It on Me
- 2006 - Fergie – Album The Dutchess
  - Big Girls Don’t Cry
- 2008 - Beyoncé – Album I Am… Sasha Fierce
  - If I Were a Boy (En tant que compositeur et producteur)
- 2010 - Monrose – Album Ladylike
  - Catwalk V-O-G-U-E
- 2012 - Mandy Capristo - Album Grace
  - Side Effects
  - Pulse

## Animation
- 2022 : Deutschland sucht den SuperStar (19e saison), sur RTL : Juge